# Borut (Cerovlje)
Borut is een plaats in de gemeente Cerovlje in de Kroatische provincie Istrië. De plaats telt 232 inwoners (2001).